# Strop fałszywy
Strop fałszywy – strop o cienkiej warstwie skał nad złożem mający niskie parametry wytrzymałościowe. Wykazuje tendencje do odpadania do wyrobiska tuż po odsłonięciu.